# Frontiers in Ecology and the Environment
Frontiers in Ecology and the Environment ist eine begutachtete, wissenschaftliche Fachzeitschrift der Ökologie und Umweltwissenschaften
Die Zeitschrift wird von der Ecological Society of America herausgegeben. Sie verfolgt einen interdisziplinären Forschungsansatz und richtet sich primär an hauptberufliche Ökologen und Wissenschaftler verwandter Disziplinen. Sie veröffentlicht Forschungsarbeiten bezüglich Ökologie und Umwelt im weitesten Sinne sowie damit in Verbindung stehender Fachgebiete, insbesondere zu globalen Themen sowie Themen mit großen Auswirkungen und hohem Forschungsinteresse.
Der Impact Factor beträgt 11,1 und sie belegt Platz 10 von 706 Fachzeitschriften.